# Rebecca Shorten
Rebecca Shorten (Belfast, 25 de novembro de 1993) é uma remadora britânica.

## Carreira
Shorten ganhou uma medalha de prata no oitavo no Campeonato Europeu de Remo de 2019. Em 2021, ela ganhou uma medalha de bronze europeia no quatro sem timoneiro em Varese. Ela foi selecionada para a equipe britânica para competir nas provas de remo, no quatro sem timoneiro para as Olimpíadas de Verão de 2020. Ela ganhou uma medalha de ouro no quatro sem timoneiro no Campeonato Europeu de Remo de 2022 e no Campeonato Mundial de Remo de 2022. No Campeonato Mundial de Remo de 2023 em Belgrado, ela ganhou a medalha de bronze no Campeonato Mundial no revezamento quatro sem timoneiro feminino.
Nos Jogos Olímpicos de Verão de 2024, em Paris, conquistou a medalha de prata na competição de quatro sem feminino, ao lado de Helen Glover, Esme Booth e Samantha Redgrave com o tempo de 6:27.31.